# Kałków Łąka
Kałków Łąka – stacja kolejowa na zlikwidowanej linii nr 328 Nysa–Kałków Łąka, położona między miejscowościami Kałków oraz Łąka, w województwie opolskim, w powiecie nyskim, w gminie Otmuchów, w Polsce.
Do 1946 roku linia kolejowa prowadziła do Vidnawy w Czechosłowacji, do stacji Vidnava.
Obecnie linia kolejowa jest zdemontowana, stacja kolejowa jest prywatnym budynkiem mieszkalnym.
| Kałków Łąka                                 |  |                                  |
| Linia nr 328 Nysa – Kałków Łąka (16,281 km) |  |                                  |
| Granica państwowaodległość: 1,000 km        |  | Buków Jodłów odległość: 2,529 km |